# Zircônio
O zircônioPB ou zircónioPE (do francês zircon, zircão) é um elemento químico de símbolo Zr de número atômico 40 (40 prótons e 40 elétrons) e de massa atómica igual a 91 u. À temperatura ambiente, o zircônio encontra-se no estado sólido. Está situado no grupo 4 (anteriormente denominado IVB) da classificação periódica dos elementos. Foi descoberto em 1789 pelo alemão Martin Heinrich Klaproth. É um metal duro, resistente a corrosão, utilizado principalmente no revestimento de reatores nucleares.

## Características Principais
É um metal material branco acinzentado brilhante e muito resistente a corrosão. É mais leve que o aço com uma dureza similar ao cobre. Quando está finamente dividido, pode arder de forma espontânea ao entrar em contato com a atmosfera. No ar, reage antes com o nitrogênio que com o oxigénio, especialmente a altas temperaturas. É um metal resistente frente a ácidos, porém pode-se dissolver com ácido fluorídrico (HF), formando complexos com os fluoretos. Os seus estados de oxidação mais comuns são +2, +3 e +4.

## Aplicações
É utilizado principalmente (em torno de 90% do consumo) como revestimento de reatores nucleares, devido a sua secção de choques de nêutrons ser muito baixa.  Utiliza-se como aditivo em aços obtendo-se materiais muito resistentes. Também é empregado em ligas com o níquel na indústria química devido a sua resistência perante substâncias corrosivas. Devido à sua resistência à corrosão é usado como substituto do crómio hexavalente nas linhas de tratamento de superfície de alumínio.
O óxido de zircônio impuro emprega-se para fabricar utensílios de laboratório que suportam mudanças bruscas de temperaturas, revestimentos de fornos e como material refractário em indústria cerâmica e de vidro.
É um metal bastante tolerado pelos tecidos humanos, por isso pode ser usado para a fabricação de articulações artificiais. Também é empregado em trocadores de calor, tubos de vácuo e filamentos de lâmpadas. Alguns de seus sais são empregados para a fabricação de antitranspirantes.
Pode ser usado como agente incendiário para fins militares. A liga com o nióbio apresenta supercondutividade a baixas temperaturas, podendo ser empregado para construir ímanes supercondutores. Por outro lado, a liga com zinco é magnética a temperaturas abaixo de 35 K. O óxido de zircônio usa-se em joalheria; é uma gema artificial denominada zircônia cúbica que imita o diamante.

## História
O zircônio (do persa “zargun”, que significa “cor dourada”) foi descoberto 1789 por Martin Klaproth a partir do zircão. Em 1824 Jöns Jacob Berzelius o isolou no estado impuro; até 1914 não foi preparado como metal puro. Em algumas escrituras bíblicas se menciona o mineral zircão, que contém zircônio, ou algumas de suas variações (jargão, jacinto, etc.). Não se sabia que o mineral continha um novo elemento até que Klaproth analisou um jargão procedente do Ceilão, no oceano Índico, denominando o novo elemento como zircônio. Berzelius o obteve impuro aquecendo uma mistura de potássio e fluoreto de potássio e zircônio, num processo de decomposição num tubo de ferro. O zircônio puro só foi obtido em 1914.

## Abundância e obtenção
O zircônio não é encontrado na natureza como metal livre, porém formando numerosos minerais. A principal fonte de zircônio é proveniente do zircão (silicato de zircônio, ZrSiO4), que se encontra em depósitos na Austrália, Brasil, Índia, Rússia e Estados Unidos. O zircão é obtido como subproduto de mineração e processado de metais pesados de titânio, a ilmenita (FeTiO3) e o rutilio (TiO2), e também do estanho. O zircônio e o háfnio são encontrados no zircão na proporção de 50 para 1 e é muito difícil separá-los. Também é encontrado em outros minerais, como na badeleyita (ZrO2).
O metal é obtido principalmente de uma cloração redutiva através do processo denominado Kroll: primeiro se prepara o cloreto para depois reduzi-lo com magnésio. Num processo semi-industrial pode-se realizar a eletrólise de sais fundidos, obtendo-se o zircônio em pó que pode ser utilizado, posteriormente, em pulvimetalurgia. Para a obtenção do metal com maior pureza segue-se o Processo Van Arkel-de Boer, baseado na dissociação do iodeto de zircônio, obtendo-se uma esponja de zircônio metálico denominada crystal-bar. Tanto neste caso, como no anterior, a esponja obtida é fundida para se obter o lingote. O zircônio é abundante nas estrelas do tipo S, e tem-se detectado sua presença no Sol e em meteoritos. Além disso, foram encontradas altas quantidades de óxido de zircônio em amostras lunares (em comparação com o que existe na crosta terrestre).

## Isótopos
Na natureza são encontrados quatro isótopos estáveis e um radioisótopo de grande vida média (Zircônio-96). O radioisótopo que segue em estabilidade é o Zircônio-93 que tem um tempo de vida médio de 1,53 milhões de anos. Se tem caracterizado 18 radioisótopos. A maioria tem vida média de menos de um dia, exceto o Zircônio-95 (64,02 dias), Zircônio-88 (63,4 dias) e Zircônio-89 (78,41 horas). O principal modo de decaimento é a captura eletrônica antes do Zircônio-92, e os após com a desintegração beta.

## Precauções
Não são muito comuns os compostos que contém zircônio, e sua toxicidade é baixa. O pó metálico pode arder em contato com o ar, podendo-se considerá-lo um agente de risco de fogo e explosão. Não se conhece nenhuma função biológica deste elemento, contudo, recentemente o zircônio tem sido utilizado para implantes definitivos de dentes, cuja coroa e outros elementos de montagem, são produzidos com adição indireta deste material.